# Regentenstraße 11 (Mönchengladbach)

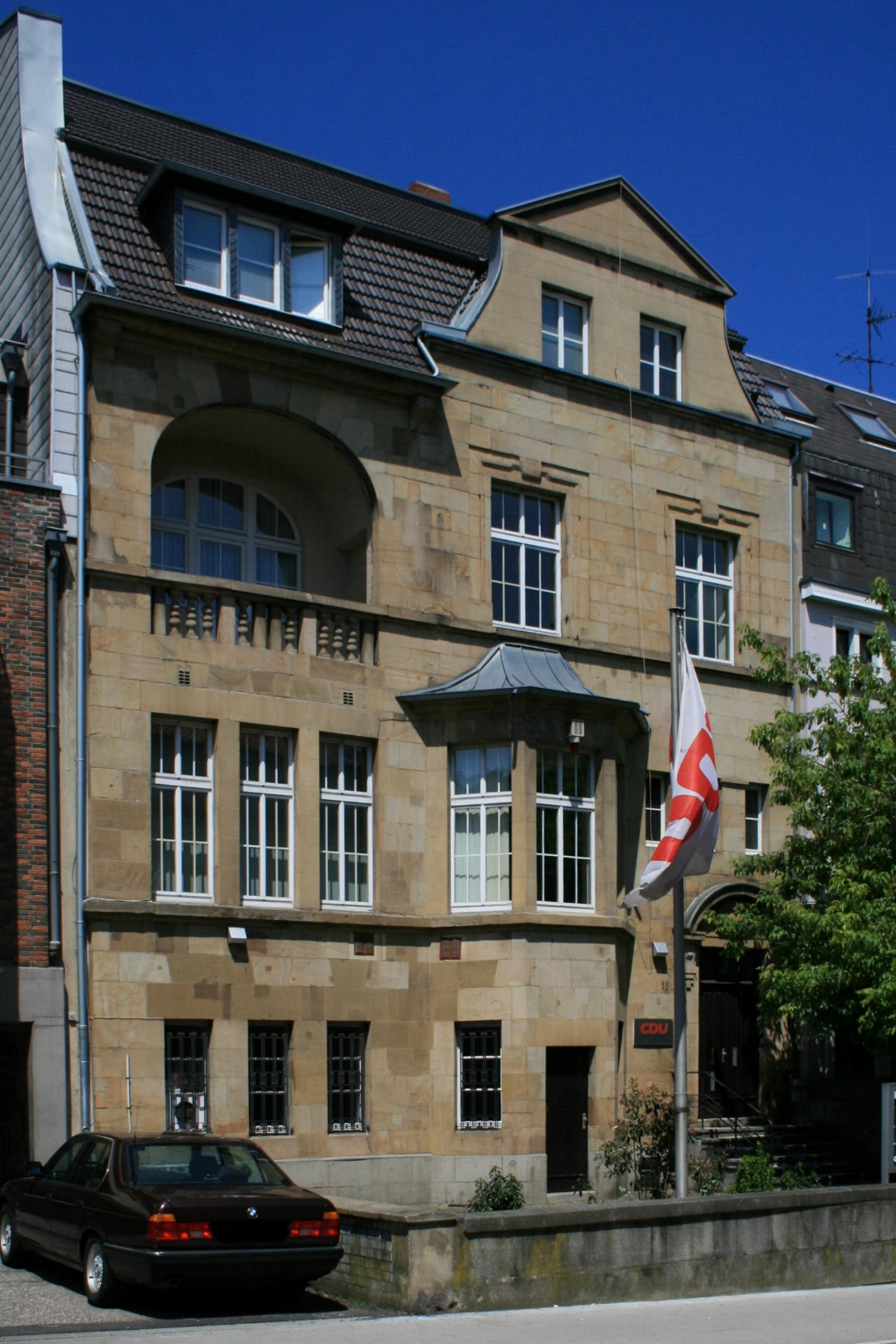
Wohnhaus (2010)

Das Wohnhaus Regentenstraße 11 steht im zentralen Stadtteil Gladbach in Mönchengladbach (Nordrhein-Westfalen).
Das Gebäude wurde um die Jahrhundertwende erbaut. Es wurde unter Nr. R 027 am 2. Juni 1987 in die Denkmalliste der Stadt Mönchengladbach eingetragen.

## Architektur
Das Wohnhaus Regentenstraße Nr. 11 steht im Bereich der Oberstadt. Es handelt sich um ein dreigeschossiges Wohnhaus mit einem ausgebauten Dachgeschoss. Das Gebäude ist aus bau- und ortsgeschichtlichen Gründen schützenswert.